# 北九州市立守恒中学校
北九州市立守恒中学校（きたきゅうしゅうしりつ もりつねちゅうがっこう、英: Moritsune Junior High School）は、福岡県北九州市小倉南区葉山町三丁目にある公立中学校。通称は「守中」（もりちゅう）。制服は森英恵によるデザイン。

## 沿革
- 1986年 - 開校
- 1993年 - 租税作文コンクールで学校表彰受賞
- 1996年 - 卓球部（男子個人）全国大会出場
- 1997年 - 柔道部（男子 65kg）全国大会優勝
- 2004年 - 水泳同好会（女子100m）平泳ぎ全国大会8位入賞
- 2006年 - 創立20周年記念にて、原口あきまさ（第4回卒業生）招聘
- 2011年 - 完全給食化

## 歴代校長
- 初代 岩久律
- 第2代 大串晃
- 第3代 塩塚誠
- 第4代 酒井清文
- 第5代 廣吉彰
- 第6代 井上猛
- 第7代 勝山謙之
- 第8代 緒方進
- 第9代 梅本博
- 第10代 木原博義
- 第11代 大坪和廣
- 第12代 上田明
- 第13代 山本浩三
- 第14代 白石義人

## 学校行事
- 4月 入学式、対面式
- 5月 修学旅行（3年）、デイキャンプ・宿泊体験（2年）、ふれあい合宿（1年）
- 7月 生徒総会、部活動激励会
- 9月 体育大会
- 10月 社会見学（1年）、合唱コンクール、文化発表会
- 11月 芸術鑑賞、PTAふれあいバザー
- 2月 中学校入学説明会
- 3月 3年生を送る会、卒業証書授与式

## 部活動
運動部
- 野球部
- サッカー部
- バスケットボール部
- バレーボール部
- ソフトテニス部
- 陸上部
- 剣道部
- 卓球部

文化部
- 吹奏楽部
- 美術部
- 放送部
- 茶道部

同好会
- 図書同好会

※部ではない（顧問は存在しない）が、課外で水泳、硬式テニス、空手がある。

## 委員会活動
- 代議委員会
- 学習委員会
- 整美委員会
- 文化委員会
- 生活委員会
- 保体委員会

## 出身者
- 原口あきまさ - ものまねタレント、お笑い芸人
- 藤原隆充 - プロバスケットボール選手（滋賀レイクスターズ所属）
- 田中華絵 - 陸上競技選手（資生堂ランニングクラブ所属）
- 重光貴葵 - プロサッカー選手
- 福森耀真 - プロ野球選手（東北楽天ゴールデンイーグルス所属）
- 藤野恵音 - プロ野球選手（福岡ソフトバンクホークス所属）
- 前田佳織里 - 声優

## 進学前指定小学校
- 北九州市立守恒小学校
- 北九州市立企救丘小学校
- 北九州市立北方小学校

## 学区内の主な施設
- 北九州自動車運転免許試験場
- マルショク新守恒店
- サンリブもりつね
- 北九州市立大学

## 交通
- 西鉄バス
  - 権現堂バス停から徒歩6分
  - JR小倉駅から志井車庫行き乗車、約15分
- 自動車
  - 北九州都市高速道路若園ランプから約2分
  - 九州自動車道小倉東インターから約10分